# Tulež
Tulež (en serbe cyrillique : Тулеж) est un village de Serbie situé dans la municipalité d'Aranđelovac, district de Šumadija. Au recensement de 2011, il comptait 647 habitants.

## Démographie

### Évolution historique de la population
| 1948  | 1953  | 1961  | 1971  | 1981 | 1991 | 2002 | 2011 |
| ----- | ----- | ----- | ----- | ---- | ---- | ---- | ---- |
| 1 099 | 1 168 | 1 148 | 1 005 | 933  | 829  | 761  | 647  |

|  |